# Triclistus glabrosus
Triclistus glabrosus är en stekelart som beskrevs av Setsuya Momoi och Kusigemati 1970. Triclistus glabrosus ingår i släktet Triclistus och familjen brokparasitsteklar. Inga underarter finns listade i Catalogue of Life.